# Hypogastrura intermedia
Hypogastrura intermedia är en urinsektsart som beskrevs av Eduard Handschin 1926. Hypogastrura intermedia ingår i släktet Hypogastrura och familjen Hypogastruridae. Inga underarter finns listade i Catalogue of Life.